# Квинси Вотс
Квинси Д. Вотс (енгл. Quincy D. Watts; Детроит, 19. јун 1970.) је бивши амерички атлетичар и двоструки освајач златне медаље на Летњим олимпијским играма 1992. године.

## Каријера
Квинси Вотс је тренирао атлетику у средњој школи у Вудланд Хилсу у Калифорнији. Потом је похађао Универзитет Јужне Калифорније (УСЦ) где је у почетку играо као примач у тиму америчког фудбала. У средњој школи, 1987. трчао је 10,36 секунди на 100 метара, што је рекорд града Лос Анђелеса.
Вотс је на универзитетским студијама почео као спринтер, специјализован за 100 м и 200 м, али га је тренер УСЦ-а Џим Буш убедио да трчи 400 м.
1992. освојио је златну медаљу на олимпијским играма у трци на 400 м. Двапут је оборио олимпијски рекорд Лија Еванса од 43,86 (постављен на великој надморској висини током игара у Мексику 1968.). Вотс је прво истрчао 43,71 у полуфиналу, затим у финалу је истрчао нови Олимпијски рекорд од 43,50. Био је члан америчке штафете 4 × 400 м, када је своју деоницу од 400 метара, у летећој измени, истрчао за 43,10, и највише допринео обарању тадашњег светског рекорда у времену од 2:55,74.
На Светском првенству 1991. Вотс је освојио сребрну медаљу у штафети 4 × 400 метара. На следећем првенству 1993. освојио је злато са америчком штафетом у времену новог светског рекорда 2:54.29. Овај резултат је и данас светски рекорд. У појединачном финалу на 400 метара, Вотса је очекивао дуел са колегама из америчке штафете Мајклом Џонсоном и Бачом Рејнолдсом. У финишу трке, док је излазио из последње кривине, Вотсова Најки патика се распала. Настављајући да трчи, ипак је успео да освоји четврто место. Од овог инцидента, лош квалитет Најки патика се у атлетским круговима помињао као "Квинси Вотс проблем". То је као последицу имало Најкијеву повећану бригу о контроли квалитета својих патика.
Вотс се повукао 1997. да би се запослио као главни тренер у средњој школи Тафт. Након почетне тренерске каријере у Тафту, радио је као помоћни тренер у школи Харвард-Вестлејк. Вотс је потом радио као помоћни тренер за мушке и женске спринтерске тимове на Универзитету Јужне Калифорније, да би данас био на функцији главног тренера. Поред својих тренерских обавеза на универзитету, Вотс такође тренира неколико професионалних атлетичара.